# Mahmood
Mahmood, pseudonimo di Alessandro Mahmoud (Milano, 12 settembre 1992), è un cantautore e paroliere italiano.
Il nome d'arte Mahmood è un gioco di parole tra il cognome (Mahmoud) e l'espressione inglese my mood ("il mio stato d'animo") e rappresenta il suo desiderio di portare la sua storia personale e le sue suggestioni emotive all'interno delle sue canzoni.
Ha raggiunto la notorietà nel 2018 partecipando a Sanremo Giovani, vincendo la seconda serata con il brano Gioventù bruciata e guadagnando così l'accesso alla categoria unica del Festival di Sanremo per l'anno seguente. Ha quindi pubblicato l'EP di esordio Gioventù bruciata, ristampato come album in studio nel corso del 2019 in seguito all'aggiunta di pezzi inediti. Al 2021 e al 2024 risalgono la pubblicazione rispettivamente del secondo e terzo album Ghettolimpo e Nei letti degli altri.
Ha vinto due volte il Festival di Sanremo, nel 2019 con il brano Soldi e nel 2022 in duetto con Blanco con il brano Brividi. In virtù di questi successi, ha rappresentato di diritto l'Italia all'Eurovision Song Contest sia nell'edizione 2019 di Tel Aviv, piazzandosi in seconda posizione, sia nell'edizione 2022 di Torino, classificandosi sesto insieme a Blanco. Oltre ai due titoli sanremesi, è stato premiato con il MTV Europe Music Award al miglior artista italiano nel 2019.

## Biografia

### Primi anni
Alessandro Mahmoud nasce a Milano nel 1992 da madre sarda di Orosei e padre egiziano e cresce nel quartiere periferico del Gratosoglio, iniziando a studiare canto fin da piccolo. Durante la sua infanzia i genitori si separano e Mahmood cresce con la madre, risentendo dell'abbandono del padre, con cui non ha più riallacciato i rapporti.
Dall'età di quindici anni, per alcuni anni, ha studiato canto presso l'Accademia Il Pentagramma con il maestro Gianluca Valenti, da cui ha ricevuto le basi della tecnica canora, teoria e solfeggio con la maestra Cristina Rampini e interpretazione vocale con Manuel Gervasoni. Dopo aver conseguito la maturità al liceo linguistico, ha studiato presso il Centro Professione Musica di Milano, dove ha incontrato Andrea Rodini, suo insegnante e primo manager, e Francesco Fugazza, Elia Pastori e Marcello Grilli, membri della sua band e primi produttori.

### 2012-2016: Le prime esperienze televisive
Nel 2012 partecipa alla sesta edizione del talent show X Factor nella categoria 16-24 Uomini, capitanata da Simona Ventura; viene inizialmente scartato dalla stessa Ventura agli Homevisit, poi ripescato dal televoto e infine eliminato nel corso della terza puntata. Dopo l'esperienza televisiva comincia a scrivere e produrre suoi pezzi. Il 23 luglio 2013 pubblica l'extended play Fallin' Rain per Do It Yourself Multimedia, contenente cinque versioni della canzone omonima al disco.
Nel 2015 partecipa al concorso canoro Area Sanremo aggiudicandosi il primo posto e il diritto di partecipare al Festival di Sanremo 2016 nella categoria Nuove Proposte, dove si classifica quarto con il brano Dimentica. Intanto, nel 2015 pubblica il singolo The Chair collaborazione con la cantante Martha.

### 2017-2018:Gioventù bruciata
Nel 2017 pubblica il singolo Pesos, con cui partecipa al Summer Festival 2017 e vince la gara tra gli artisti della sezione Giovani che si sono esibiti nella terza puntata, classificandosi al secondo posto nella classifica finale. Nel novembre 2017 collabora con Michele Bravi scrivendo e duettando con lui nella canzone Presi male, contenuta nella riedizione dell'album Anime di carta dello stesso Bravi.
Nel frattempo svolge anche l'attività di autore per altri artisti, partecipando alla composizione di brani come Nero Bali di Elodie con Michele Bravi e Guè, certificato doppio disco di platino, Hola (I Say), Mille Lire e Rivoluzione di Marco Mengoni contenute nell'album Atlantico.
Nel 2017 collabora con Fabri Fibra scrivendo e duettando con lui nella canzone Luna, contenuta nella riedizione dell'album Fenomeno. Nel 2018 collabora nuovamente con Guè per il quale compone il brano Sobrio in duetto con Elodie e il brano Doppio whisky in cui duetta con Guè.
A settembre 2018 viene pubblicato il suo primo EP Gioventù bruciata, all'interno del quale è contenuto il singolo Uramaki, col quale partecipa al concorso web Italian Music Festival 15, vincendo il primo premio. Nel dicembre dello stesso anno è uno dei due vincitori di Sanremo Giovani 2018 con il brano Gioventù bruciata, inserito nella riedizione dell'EP omonimo, grazie al quale risulta anche il vincitore del Premio della critica "Mia Martini".

### 2019: La vittoria al Festival di Sanremo e la prima partecipazione all'Eurovision Song Contest

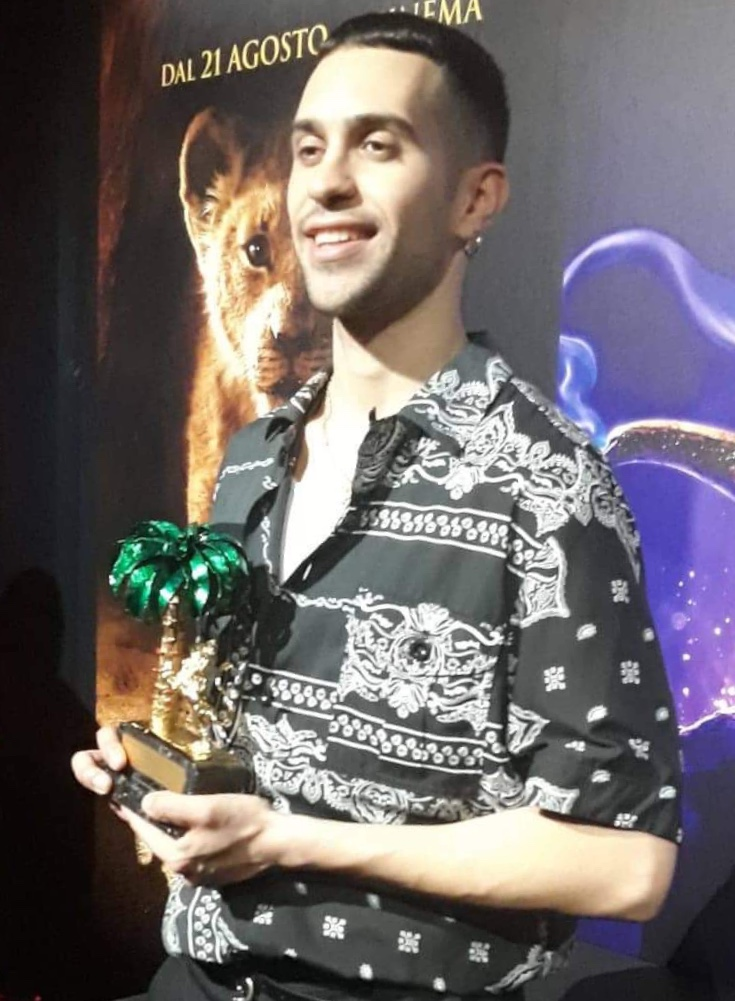
Mahmood con il Leone d'oro vinto a Sanremo 2019

La vittoria di Sanremo Giovani permette a Mahmood di partecipare al Festival di Sanremo 2019 con il brano Soldi, scritto da lui stesso insieme a Dardust e Charlie Charles. Il titolo del brano viene annunciato tramite i canali social dell'artista il 6 gennaio. Il 1º febbraio 2019 Mahmood, dopo una serie di piccole esperienze a livello locale, tiene il suo primo concerto ufficiale al circolo Ohibò di Milano, dove presenta alcuni suoi inediti tra cui Sabbie mobili, Remo e Il Nilo nel Naviglio. In alcune interviste al TG1, si definisce «cantautore moroccan pop», indicando tra le influenze la musica araba ascoltata dal padre e Lucio Battisti.
Il 5 febbraio 2019 si esibisce per la prima volta (e per ultimo in ordine di uscita) nel corso della 69ª edizione del Festival di Sanremo, piazzandosi ottavo nella classifica provvisoria della serata data dalla media della somma dei voti della sala stampa, della giuria demoscopica e del televoto. In seguito alla sua esibizione, il brano viene reso disponibile su tutte le piattaforme insieme al video ufficiale, esordendo alla trentunesima posizione della classifica Spotify con 137 000 ascolti in un giorno e all'ottantunesima della classifica FIMI. Nella terza serata Mahmood si esibisce per primo, classificandosi stavolta quarto nella classifica media provvisoria. Durante la quarta serata, dedicata ai duetti, è accompagnato da Guè, classificandosi quinto nella classifica provvisoria.
Il 9 febbraio, durante la serata finale, a sorpresa e ribaltando qualsiasi pronostico, viene proclamato vincitore della kermesse, superando sul podio il favorito fino a quel momento Ultimo e Il Volo con il 38,92% dei voti; la vittoria, tuttavia, suscita numerose polemiche verso la votazione delle giurie, dato che il televoto ha decretato vincitore Ultimo con il 47,15%. In seguito alla vittoria, il brano raggiunge la vetta della classifica FIMI, dove vi rimane per le successive sei settimane. In occasione della finale viene annunciata la sua partecipazione al tour che avrebbe portato i sei finalisti di Sanremo Giovani in giro per il mondo; tuttavia, a causa degli impegni assunti in seguito alla vittoria, ha partecipato soltanto alla data iniziale e a quella finale, tenutesi rispettivamente a Tunisi e Bruxelles. Il 10 febbraio, giorno successivo alla sua vittoria, Mahmood è ospite di Mara Venier nel programma Domenica in nella consueta puntata speciale post-Festival  mentre la sera è ospite di Fabio Fazio e Luciana Littizzetto nel programma Che tempo che fa.
Il 22 febbraio 2019 pubblica il suo primo album d'inediti intitolato Gioventù bruciata, che esordisce direttamente al primo posto in classifica e viene certificato disco d'oro il successivo 15 aprile per le oltre 25 000 copie vendute nel territorio italiano. Per la promozione dell'album viene annunciato un instore tour in tutta Italia di tredici date mentre il successivo 9 aprile, il cantante annuncia tramite i social le prime date del suo Good Vibes Tour, con una data zero a Parma il 25 aprile, e che lo vede impegnato in una serie di concerti in tutta Italia e in Svizzera fino a settembre dello stesso anno.
Il 4 marzo è protagonista di una puntata speciale di Radio Italia dove si esibisce per la prima volta con un concerto completo in seguito alla vittoria al Festival di Sanremo presentando i brani del nuovo album. Il successivo 21 marzo è ospite di Rai Radio 2 dove propone live i brani del suo album in un nuovo concerto mentre il 24 marzo è ospite della RSI in Svizzera per uno speciale showcase. La promozione dell'album vede l'artista ulteriormente impegnato in numerose apparizioni in programmi televisivi.
Il 16 marzo Mahmood è uno dei tanti ospiti del concerto tenuto da Guè al Mediolanum Forum di Assago; per l'occasione i due artisti si esibiscono live con le collaborazioni Doppio whisky e Soldi in versione duetto. Il 29 marzo collabora con la cantante M¥SS KETA scrivendo e duettando con il brano Fa paura perché è vero e successivamente collabora con Sergio Sylvestre per il quale compone il brano Parolacce.

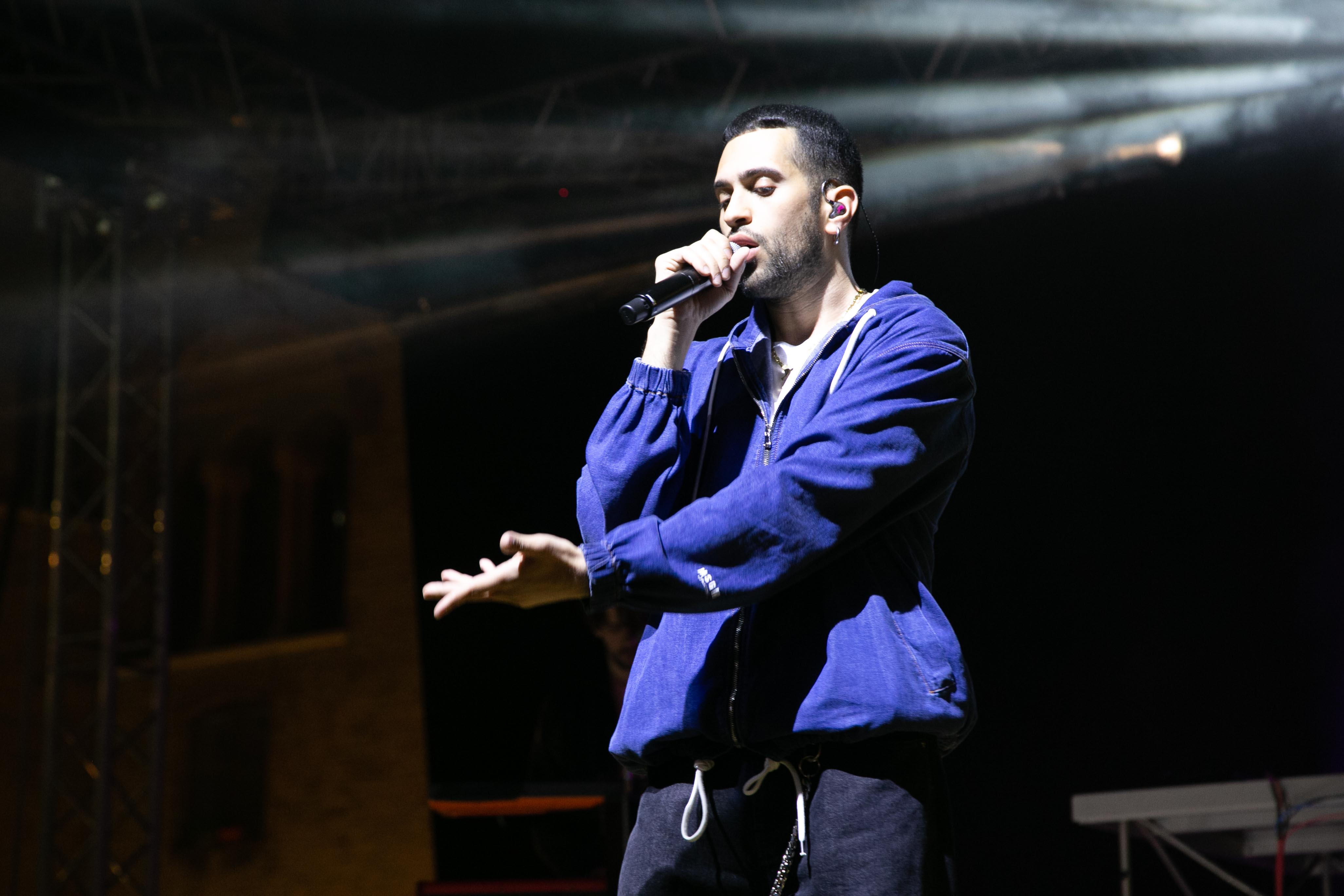
Mahmood mentre si esibisce a Parma in occasione della festa della Liberazione nel 2019

Il 26 aprile 2019 collabora nuovamente con Charlie Charles e Dardust con il brano Calipso insieme ai rapper Sfera Ebbasta e Fabri Fibra. Il brano esordisce alla prima posizione della classifica dei singoli digitali e vi rimarrà per quattro settimane non consecutive. Il giorno seguente il brano viene eseguito live per la prima volta da tutti gli artisti insieme in occasione del concerto al Mediolanum Forum di Sfera Ebbasta. L'8 luglio 2019 il brano è certificato doppio disco di platino per aver venduto oltre 100 000 copie nel territorio italiano. Nello stesso periodo la rivista Forbes Italia lo ha inserito tra gli under 30 italiani che avranno maggiore impatto nel futuro per la categoria musica.
In quanto vincitore del Festival di Sanremo, Mahmood viene designato come rappresentante dell'Italia all'Eurovision Song Contest 2019 di Tel Aviv, per la quale si esibisce con Soldi, mantenendo la versione in lingua originale del brano ma modificandone leggermente il testo, in modo da rispettare la durata massima di 3 minuti per le esibizioni come stabilito dal regolamento della manifestazione. Mahmood si esibisce durante la finale del 18 maggio, in quanto l'Italia è uno dei cinque paesi facente parte dei Big Five; il cantante si classifica al secondo posto con 472 punti, di cui 253 dal televoto e 219 dalle giurie, eguagliando il piazzamento di Raphael Gualazzi nell'edizione 2011, e vince il premio Marcel Bezençon per la miglior composizione musicale.
La promozione prosegue per tutto il corso dell'estate, sia in Italia che nel resto dell'Europa: il 4 giugno 2019 è tra gli ospiti dei SEAT Music Awards 2019 all'Arena di Verona, dove si esibisce con la versione spagnola di Soldi accompagnato da Maikel Delacalle e nell'occasione riceve due premi per l'album Gioventù bruciata e per il singolo Soldi per essere stati certificati rispettivamente disco d'oro e triplo platino; il 15 giugno Mahmood è il primo artista italiano ad essere invitato nella trasmissione svedese Sommarkrysset il 22 giugno è ospite a Milano di Radio Deejay per l'evento Party Like a Deejay dove si esibisce con Il Nilo nel Naviglio e Soldi; il 29 giugno è l'artista di chiusura della tappa palermitana di RadioItaliaLive - Il concerto dove si esibisce con Uramaki, Gioventù bruciata e Soldi e il giorno seguente è ospite a Vieste di Radio Norba in occasione di una delle tappe del Battiti Live 2019 dove si esibisce con Gioventù bruciata e Soldi.
In occasione del concerto dell'8 luglio al Montreux Jazz Festival, in Svizzera, Mahmood è l'artista di apertura per la cantante britannica Rita Ora. Il 14 luglio, insieme a Clementino e Livio Cori, è ospite allo Stadio San Paolo di Napoli in occasione della cerimonia di chiusura delle Universiadi 2019. Durante lo show si esibisce con Sabbie mobili, Gioventù bruciata e Soldi. Il 7 agosto, a Locorotondo, Mahmood apre il concerto della cantautrice statunitense Lauryn Hill.
Il 30 agosto ha pubblicato il singolo Barrio, prodotto sempre da Charlie Charles e Dardust, il cui video musicale è stato girato in Marocco. L'ultimo trimestre del 2019 è segnato dalla vittoria del 3 novembre del premio come Miglior artista italiano degli MTV Europe Music Awards, tenutasi a Siviglia. Collabora inoltre con Marracash al singolo Non sono Marra - La pelle, con Gemitaiz e MadMan in Karate e nel brano 8rosk1 di Thasup. Mahmood è anche tra gli autori di due canzoni entrate in rotazione radiofonica a novembre: L'ultima canzone del mondo di Chiara Galiazzo e Cheyenne di Francesca Michielin.

### 2020-2022:Ghettolimpoe la seconda vittoria al Festival di Sanremo
Il 16 gennaio 2020 viene pubblicato il nuovo singolo Rapide, il primo estratto dal secondo album in studio del cantante. Nello stesso periodo viene confermato il coinvolgimento di Mahmood al Festival di Sanremo 2020 in qualità di autore del brano di Elodie Andromeda. Il 28 marzo, Mahmood pubblica il singolo non ufficiale Eternantena, con la produzione di Muut, scritto e inciso durante il lockdown imposto a causa della pandemia di COVID-19. Il 15 maggio Mahmood presenta, tramite il suo canale YouTube, l'inedito Moonlight popolare in collaborazione con Massimo Pericolo e prodotto da Crookers. Segue il singolo Dorado, pubblicato il 10 luglio con la partecipazione del rapper Sfera Ebbasta e del colombiano Feid.
Il 3 febbraio 2021 viene pubblicato in anteprima Inuyasha, reso disponibile su tutte le piattaforme due giorni più tardi; il brano è il terzo estratto, dopo Rapide e Dorado, dal secondo album in studio di Mahmood, intitolato Ghettolimpo. Inuyasha prende il titolo dall'omonimo manga e anime, citato anche nel video che lo accompagna. Il 14 febbraio seguente canta dal vivo Inuyasha ospite del programma di Fabio Fazio Che tempo che fa, confermando l'uscita imminente dell'album durante l'intervista. È anche tra gli autori del testo di due brani del Festival di Sanremo 2021, precisamente Chiamami per nome di Francesca Michielin e Fedez e, sotto lo pseudonimo collettivo Tattroli, di Glicine di Noemi; durante la quarta serata del festival, tenutosi eccezionalmente a marzo e senza la presenza di spettatori come misura di contenimento del COVID-19, si è esibito con un medley dei suoi successi.
In concomitanza con la distribuzione del quarto estratto Zero, avvenuta il 21 aprile 2021, il cantante fissa la data di pubblicazione di Ghettolimpo all'11 giugno dello stesso anno. Il quinto estratto, Klan, viene messo in commercio il successivo 14 maggio in concomitanza con il pre-ordine del disco su iTunes. In estate è stato impegnato in una serie di concerti, mentre a fine agosto viene estratto come singolo radiofonico Rubini in collaborazione con Elisa. Successivamente duetta per la prima volta con Zucchero Fornaciari, interpretando la cover di Natural Blues di Moby nell'album Discover.
Nel febbraio del 2022 partecipa per la seconda volta al Festival di Sanremo, questa volta in duetto con Blanco, con il quale interpreta il brano Brividi; nella stessa edizione, figura anche tra gli autori del brano di Noemi Ti amo non lo so dire, classificatosi al quindicesimo posto. Con Brividi Mahmood trionfa nuovamente nella competizione: grazie alla vittoria, sale per la seconda volta sul palco dell'Eurovision Song Contest, che quell’anno si svolge a Torino in virtù del trionfo dei Måneskin nell'edizione precedente.

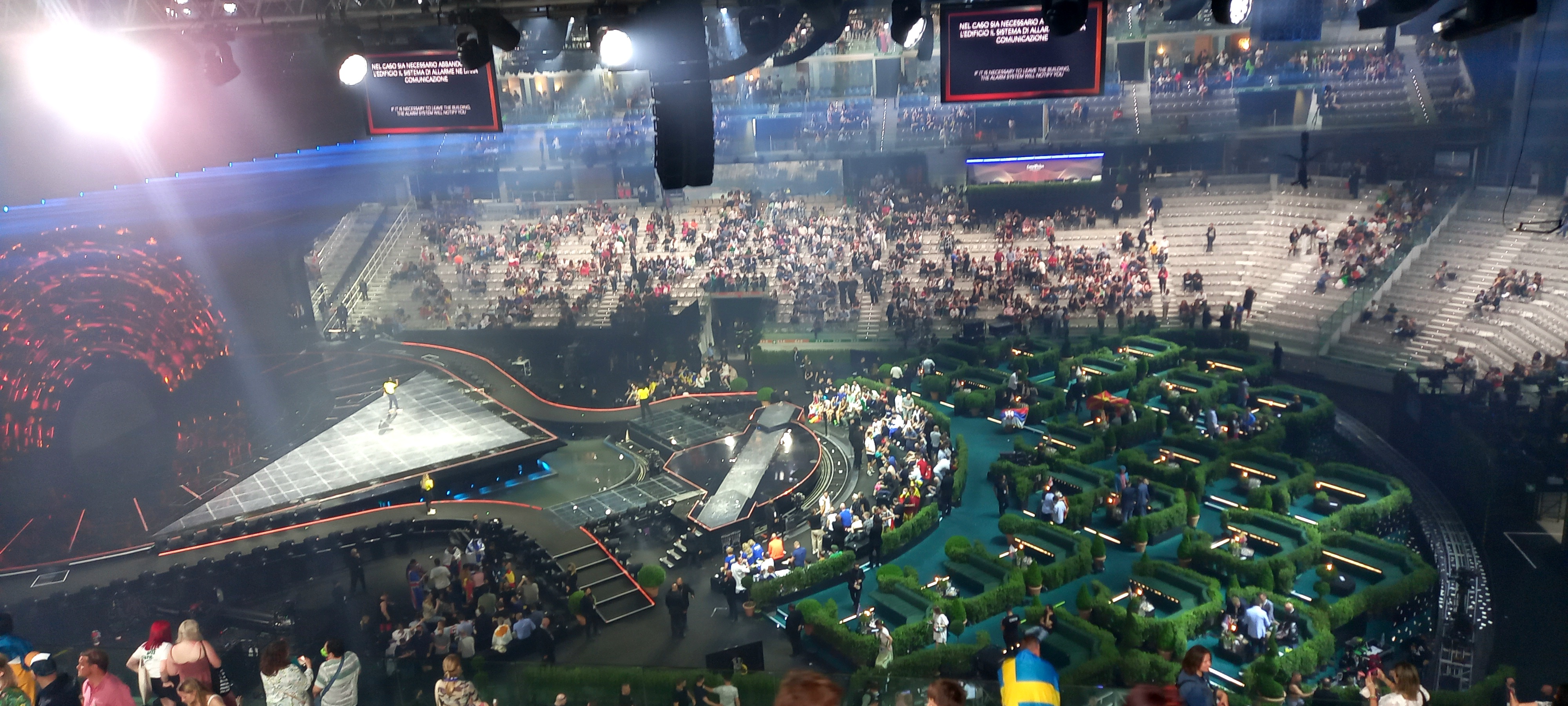
Il PalaAlpitour durante l'Eurovision Song Contest 2022

La critica ha osservato come per la prima volta un brano presentato al Festival abbia messo sullo stesso piano l'amore omosessuale e quello eterosessuale. In seguito alla sua commercializzazione, Brividi stabilisce il record per il brano con il maggior numero di riproduzioni registrate in 24 ore in territorio italiano sulla piattaforma Spotify, accumulandone 3,3 milioni e piazzandosi nella top five generale della stessa piattaforma, ed esordisce al primo posto della classifica italiana dopo soli tre giorni di tracciamento. In occasione della finale della manifestazione europea nel maggio successivo, Mahmood e Blanco si sono piazzati al sesto posto su 25 partecipanti nella classifica finale con 268 punti totalizzati.
Dopo l'Eurovision, Mahmood inizia il suo tour estivo, mentre il 10 settembre è ospite ai TIM Music Awards, dove si esibisce con un medley di alcuni suoi brani e viene premiato con due riconoscimenti, di cui uno per Brividi e l'altro per Ghettolimpo, rispettivamente certificati sesto disco di platino per le 600 000 copie vendute e disco di platino per le oltre 50 000 copie vendute in tutta Italia. A fine anno, compare come featuring in brani di diversi album di alcuni artisti italiani, tra cui: Giorno del giudizio di Paky, Addio di The Night Skinny e Lontano dai guai di Guè.
Il 15 novembre 2022 viene reso disponibile su Amazon Prime Video Mahmood, un docu-film che ripercorre la vita dell'artista sin dall'infanzia.

### 2023-presente:Nei letti degli altri

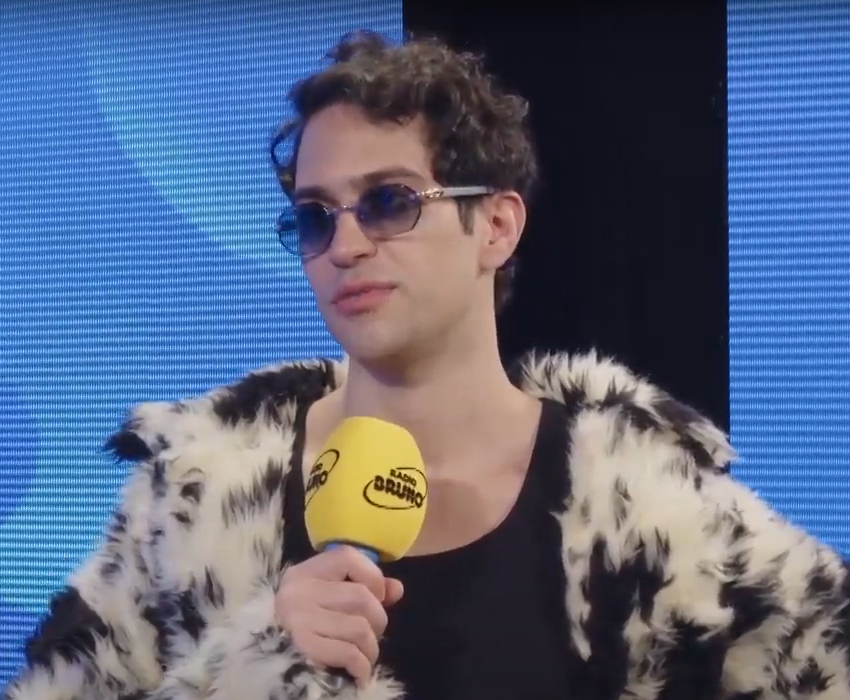
Mahmood a Sanremo 2024

Tra gennaio e febbraio 2023 Mahmood è presente come autore del brano Normale contenuto nell'album Blu di Giorgia e di quattro tracce dell'album OK. Respira di Elodie. Nella primavera 2023 è stato scelto dalla The Walt Disney Company Italia per doppiare il personaggio di Sebastian nel live action de La sirenetta. Durante la serata finale dell'Eurovision Song Contest 2023 Mahmood viene invitato come ospite e si esibisce con una reinterpretazione di Imagine di John Lennon.
Il 3 novembre 2023 Mahmood ha pubblicato il singolo Cocktail d'amore; un mese e mezzo dopo ha annunciato la sua terza partecipazione al Festival di Sanremo, presentando il brano Tuta gold. Pur essendosi classificato sesto nella classifica finale della kermesse, Tuta gold diventa il più riprodotto tra i brani in gara a Sanremo 2024 e raggiunge la prima posizione della classifica FIMI dei singoli.
Entrambe le pubblicazioni anticipano l'uscita del terzo album di inediti Nei letti degli altri, avvenuta la settimana dopo la fine di Sanremo, ovvero il 16 febbraio. Così come successe con Gioventù bruciata, anche Nei letti degli altri ha debuttato alla prima posizione della Classifica FIMI Album ed è stato certificato disco di platino dalla FIMI. Composto da tredici tracce nell'edizione standard, il disco contiene collaborazioni con colleghi italiani (Geolier, Capo Plaza, Chiello e Tedua) e internazionali (Slim Soledad e Angèle), a cui si è aggiunto nel giugno 2024 il singolo estivo Ra ta ta. Anche questo singolo entra nelle prime dieci posizioni della classifica FIMI.
Il 3 maggio 2024 ha aperto la serata dei David di Donatello esibendosi con Tuta gold nel teatro di Cinecittà, mentre già dal mese precedente ha avuto inizio dall'Europa il tour promozionale per il disco, successivamente ribattezzato come NLDA Tour e che ha visto Mahmood esibirsi a diversi festival italiani in estate e infine nei principali palazzetti della penisola tra ottobre 2024 e maggio 2025.
Stando ai dati aggiornati al 2024, risulta essere l'artista con più copie certificate nella storia del Festival di Sanremo dal momento dell'istituzione della FIMI, ovvero 1 500 000 unità. Nel 2025 ritorna a Sanremo come co-conduttore e ospite della quarta serata, durante la quale si esibisce con un medley dei suoi recenti successi discografici, e come ospite della finale, presentando in anteprima l'inedito Sottomarini, successivamente pubblicato come singolo il 21 febbraio e incluso nella versione streaming di Nei letti degli altri.

## Vita privata
Mahmood non parla l'arabo, nonostante le origini paterne, ma parla fluentemente il sardo, per via delle origini materne; per lo stesso motivo è molto legato alla cultura e al folclore della Sardegna, considerando l'isola una seconda casa ed una fonte di ispirazione per la composizione dei brani.
A seguito della sua partecipazione al Pride 2016 e a domande sulla sua possibile omosessualità, ha dichiarato di non voler specificare il proprio orientamento sessuale, poiché, a suo dire, domande del genere sarebbero «poco educate» e creerebbero «una distinzione», sostenendo che bisognerebbe trattare l'omosessualità come l'eterosessualità e che la sua generazione, infatti, «non rileva differenze se hai la pelle di un certo colore o se ami qualcuno di un genere o un altro». Ha dichiarato, inoltre, di essere contrario al coming out pubblico poiché, a suo dire, farebbe «tornare indietro di 50 anni» e farebbe percepire l'omosessualità come non normale.
Ha dichiarato di essere favorevole e sostenitore del ddl Zan (disegno di legge contro l'omo-bi-transfobia) e che da piccolo è stato vittima di bullismo omofobico.
Dichiara di appartenere alla religione cattolica, di cui ha ricevuto i sacramenti.

## Stile e influenze musicali
Lo stile musicale di Mahmood è stato descritto come «innovativo e ricercato, programmaticamente non etichettabile e difficilmente incanalabile in un genere musicale specifico». I generi musicali che hanno interessato i progetti discografici del cantautore vanno dal pop, hip hop, trap, spingendosi al contemporary R&B e alla musica tradizionale italiana. Il genere musicale è stato anche definito «marocco-pop», identificazione dell'unione della musica pop italiana con le influenze della musica marocchina e araba.
Nella scrittura dei brani del cantautore è stato riscontrato «un lessico semplice, comune, senza parole ricercate; [...] con un ricorso ridondante ma sfumato e diffuso di matrice esotica. Similitudini e metafore sapientemente intrecciate grazie a un'ottima padronanza tecnica della scrittura». Nei testi ricorre l'uso di assonanze, rime imperfette e frasi in lingua araba.
Mahmood ha citato tra gli artisti internazionali che maggiormente influenzano le sue scelte musicali Frank Ocean, Jazmine Sullivan, Travis Scott, Yoann Lemoine, Beyoncé e Rosalía. Tra gli artisti italiani cita Elisa, Fabri Fibra, Guè e Marracash.

## Discografia
- 2019 – Gioventù bruciata
- 2021 – Ghettolimpo
- 2024 – Nei letti degli altri

## Tournée
- 2019 – Good Vibes Tour
- 2022 – Ghettolimpo Tour
- 2024/25 – NLDA Tour

## Partecipazioni a manifestazioni canore
- Eurovision Song Contest
  - 2019 – 2º posto con Soldi
  - 2022 – 6º posto con Brividi, in duetto con Blanco
- Festival di Sanremo (Rai 1)
  - 2016 – 4º posto sezione "Nuove proposte" con Dimentica
  - 2019 – 1º posto con Soldi
  - 2022 – 1º posto con Brividi, in duetto con Blanco
  - 2024 – 6º posto con Tuta gold
- Sanremo Giovani (Rai 1)
  - 2018 – 1º posto con Gioventù bruciata

## Doppiaggio
- La sirenetta (The Little Mermaid), regia di Rob Marshall (2023)

## Riconoscimenti
- Eurovision Song Contest
  - 2019 – OGAE Poll, miglior canzone con Soldi[116]
  - 2019 – Composer Award (Marcel Bezençon Award) con Soldi[117]
- Festival di Sanremo
  - 2019 – Vincitore della 69ª edizione con Soldi[118]
  - 2019 – Premio "Enzo Jannacci" alla migliore interpretazione con  Soldi[119]
  - 2019 – Premio "Baglioni d'oro" alla miglior canzone votata dagli artisti in gara (Dopofestival) con Soldi
  - 2019 – Targa in via Matteotti a Sanremo per Soldi
  - 2022 – Vincitore della 72ª edizione con Brividi (con Blanco)
  - 2022 – Targa nella strada in via Matteotti a Sanremo per Brividi (con Blanco)
- Forbes Italia
  - 2019 – Inserimento tra gli under 30 italiani di maggiore impatto nel futuro nella categoria "Musica"[50]
- Italian Music Festival '15
  - 2018 – Vincitore del web contest musicale con Uramaki[19]
- Music Awards
  - 2019 – Premio "CD d'oro" per l'album Gioventù bruciata
  - 2019 – Premio "Singolo multiplatino" per Soldi
- MTV Europe Music Awards
  - 2019 – Premio al Miglior artista italiano
- Sanremo Giovani
  - 2018 – Vincitore della seconda serata con Gioventù bruciata[3]
  - 2018 – Premio della Critica "Mia Martini" con Gioventù bruciata[120]
- Summer Festival
  - 2017 – Vincitore della terza serata con Pesos
- Vevo Certified
  - 2019 – 100 milioni di visualizzazioni con Soldi
- Telegatto
  - 2022 – Premio per la vittoria del 72º Festival di Sanremo e la partecipazione all'Eurovision Song Contest di Torino
- Videoclip Italia Awards
  - 2024 – Miglior videoclip italiano per Cocktail d'amore[121]
  - 2024 – Miglior videoclip pop per Cocktail d'amore[121]
  - 2024 – Candidatura ai migliori effetti visivi per Cocktail d'amore[121]